# ヴァルジーニャ事件
ヴァルジーニャ事件（ヴァルジーニャじけん、incidente de Varginha）とは、超常現象としてのUFO愛好家の間で語られる1996年1月20日ブラジルのミナスジェライス州、ヴァルジーニャ（Varginha）市内でおきたとされる「宇宙人」目撃証言をテレビ局が報道した情報伝達上の事件である。

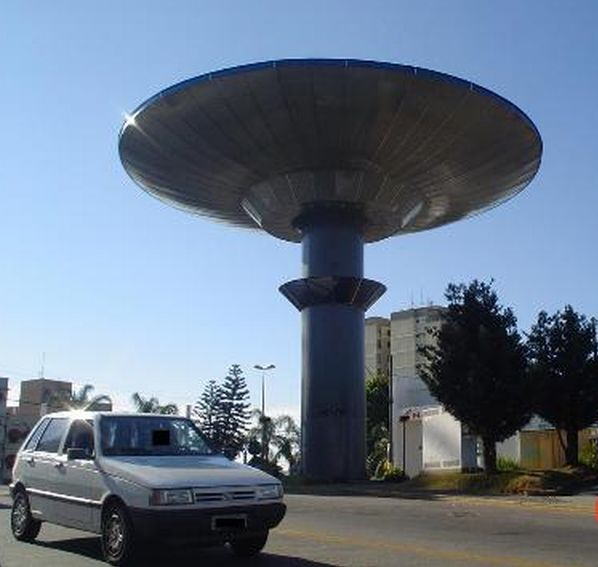
ヴァルジーニャ市の中央広場にあるキノコ形の給水塔 はヴァルジーニャ事件を象徴している

## 都市の概要
話題の都市の正しい名称はヴァルジーニャ (Varginha)[:pt]である。
ヴァルジーニャはミナスジェライス(Minas Gerais)州南部の中心的な都市で、ブラジル農業公社(Embrapa)によるとコーヒーの大生産地帯である。
この事件以前にUFOの目撃報告はなく、ヴァルジーニャはUFO愛好者の間で取り立てて話題になる町ではなかった。他方、近隣都市であるサン・トメー(Sao Tomé das Letras)[:pt]ではそのような話がよく聞かれた。
ヴァルジーニャ事件は、平均視聴率60%以上を誇るブラジル最大の巨大テレビ局Rede Globo[:pt]（ヘジ・グローボ）が、ニュース、芸能界のできごと、および特異な話題を報道し視聴率の高い日曜特別バラエティー番組「Fantástico」[:pt]（ファンタスチコ）で報道したことによりブラジル全土に知られた。その情報は極度に誇張され日本を含む海外各国に再伝達され、一時は世界的に有名な都市伝説にまでなった。

## 事件の概要
事件は1996年1月20日の午前8時ごろに起きたとされた。同市にすむ三人の少女が、ジャルジン・アンデーレ(Jardim Andere)区の空き地の林で異様な生物を目撃したと話した。その生物は体長1メートルほど、頭に3つのコブがあり、目は真っ赤で猫背で2本足で直立歩行していたという。伝言された姿形は、アメリカの宇宙人来訪雑誌にしばしば登場する「グレイ」という宇宙人タイプに相当する。インタビューによると動きは弱弱しく怪我をしていたものと見られる。網で捕獲し、その後ブラジル軍（実は警察）などが次々と派遣されたといううわさが流れた。しかし、軍警察はその情報を否定した。現場を「公園」と訳す日本語情報源があるが、この場合のポルトガル語のJardimは公園ではなくヴァルジーニャ市内にある区の名称で、住宅地帯である。
その生物は箱のようなものに入れられ軍警察病院へ運ばれたが、まもなく死んでしまったという噂が広がった。朝でラッシュアワーの時間帯なので多くの人が目撃したとブラジル国外のWebでは伝えられているが、そのような目撃例はない。当日、口コミによる噂が急激に広がったために、多くの報道者が取材のために軍警察（Polícia militar)[:pt]に押し寄せた（ブラジルの軍警察とは陸軍ではなく制服警察官であり、「陸軍」とするのは誤訳である）。繰り返される取材に対し警備兵（警察官）が不快感を示し、最後には報道陣を門前払いにした。その様子がテレビで放映され、噂をさらに広げる結果になった。しかし、軍警察、消防署、市役所などの当局は一様に否定している。Web上ではこのETに関する多数の絵を見ることができるが、物証や町の騒動を記録した写真や動画はみあたらない。
事件後、「UFOが墜落したのを見た」、「宇宙人が放射性物質をばら撒いた」とか、「生き残った宇宙人がいてアメリカに送られたにちがいない」とする情報が、ブラジル国内のWebに流れた。
現実には三人の少女の言葉のみで物的証拠がないため、この事件は数日で収まった。現在Web上で見られる動画もすべてインタビューであり、物的証拠はない。しかしブラジル国外においては情報が極度に誇張され、一時は世界的に有名なUFOおよび宇宙人の来訪事件の都市伝説に祭り上げられてしまった。UFOや宇宙人の専門家と自称する人々のコメントはWeb上で多数見られる。現時点では、ヴァルジーニャ事件はブラジル国外において有名であるが、国内、とりわけヴァルジーニャ市では過去の話となっている。現地の市民はこの事件を酔った少女の冗談であると語った。ヴァルジーニャ市役所もも笑い話の類と考えている。サンパウロ大学で、この事件の信憑性について学術的な研究が行われ、社会学の修士論文の一部になったが、物的証拠がないため信頼性がないという結論にまとめられた。

## 観光資源
他方、冗談であってもテレビ報道されたために観光客が増え、UFO来訪の噂はコーヒーと並んで町の看板となってヴァルジーニャの町の名をブラジル全土に知らしめ、宇宙人観光は町の産業になった。
グレイ型の宇宙人人形はみやげ物のハイライトとなり、目抜き通りでは人気サッカークラブ（複数）のユニフォームを着た宇宙人人形が販売されている。この人形には意匠登録がなされた。宇宙人は市民のマスコットとなり、観光宣伝のパンフレットや伝染病予防接種運動のポスターにも登場した。
さらには、空飛ぶ円盤を真似たキノコ形の巨大なモニュメント（給水塔）や、極彩色の回転式電光照明つきのUFOを模した市内バスの停留所が町の中央広場に建設され、観光スポットとなった。事件をテーマとしたテレビゲームも製作されたが、販売数は伸びなかった。この事件はヴァルジーニャの町に二次的経済効果をもたらした。2013年8月にヴァルジーニャを訪問したフセッフィ大統領は、「ET」の社会貢献に敬意を表した。